# The Love You Save
The Love You Save è una canzone registrata dai Jackson 5 per la Motown Records. È stata pubblicata come singolo il 13 maggio 1970 e ha mantenuto il primo posto nella classifica dei singoli soul negli Stati Uniti per sei settimane, oltre al primo posto nella classifica dei singoli della Billboard Hot 100 per due settimane, dal 27 giugno al 4 luglio 1970, vendendo oltre 2 milioni di copie negli Stati Uniti. Nella classifica dei top 40 del Regno Unito, ha raggiunto la posizione numero 7 nell'agosto del 1970. La canzone è la terza delle quattro hit consecutive dei Jackson 5 ad aver raggiunto il primo posto (le altre erano "I Want You Back", "ABC" e "I'll Be There"). Billboard ha classificato il brano come la numero 16 del 1970, una posizione dietro "ABC" dei Jackson 5.

## Descrizione
"The Love You Save" presenta le voci secondarie di Jermaine Jackson, che canta insieme a Michael nella parte finale "Stop! The love you save may be your own", affiancato da Marlon, Tito e Jackie. Il testo della canzone vede Michael e Jermaine avvertire una ragazza "svelta" di rallentare e "fermarsi", perché "l'amore che salvi potrebbe essere il tuo!" Il testo è particolare anche per i riferimenti storici: secondo la canzone, la ragazza in questione era sotto il melo con "Isaac" (un riferimento a Isaac Newton); ha sentito l'elettricità con "Benjie" (un riferimento a Benjamin Franklin); "Alexander" (un riferimento a Alexander Graham Bell) l'ha chiamata e ha "suonato i suoi campanelli"; e "Christopher" (un riferimento a Cristoforo Colombo) ha "scoperto" che lei era "molto avanti per il suo tempo".
L'esclamazione iniziale, "Stop!", e i colpi di piedi che accompagnano il ritmo nella parte finale della canzone sono allusioni al singolo numero uno della Motown del 1965 delle Supremes, "Stop! In the Name of Love". 
Altri sostengono che Bobby Taylor, che ha prodotto il primo album dei Jackson 5 alla Motown ed era il cantante principale di Bobby Taylor & the Vancouvers, abbia scoperto i Jackson 5 e li abbia portati all'attenzione di Berry Gordy. Taylor li aveva guidati attraverso i loro primi successi a Los Angeles, ma Gordy (secondo Taylor) riteneva che il materiale fosse troppo adulto dato l'età dei performer, e come per gli altri primi successi dei Jackson 5, "The Love You Save" è stata scritta e prodotta a Detroit dal gruppo chiamato The Corporation, composto dal capo della Motown Berry Gordy, Freddie Perren, Alphonzo Mizell e Deke Richards, e registrata a Los Angeles, lontano dal vecchio studio della Motown a Hitsville USA, Detroit, Michigan.
"The Love You Save" è stato il secondo singolo del secondo album dei Jackson 5, ABC. Record World lo ha definito "un altro grande successo."
La canzone è stata reinterpretata dalla band pop rock americana degli anni '90, Hanson, nel loro album demo Boomerang.
Il brano è stato remixato da DJ Cassidy per l'uscita del 2009 The Remix Suite.

## Componenti
- Voce solista di Michael Jackson e Jermaine Jackson

- Cori di Michael Jackson, Jermaine Jackson, Marlon Jackson, Tito Jackson e Jackie Jackson

- Strumentazione a cura dei Musicisti di sessione dell'area di Los Angeles

- Freddie Perren – tastiere

- David T. Walker – chitarra

- Louis Shelton – chitarra

- Don Peake – chitarra

- Wilton Felder – basso

- Gene Pello – batteria